# Alexei Alexejewitsch Uchtomski

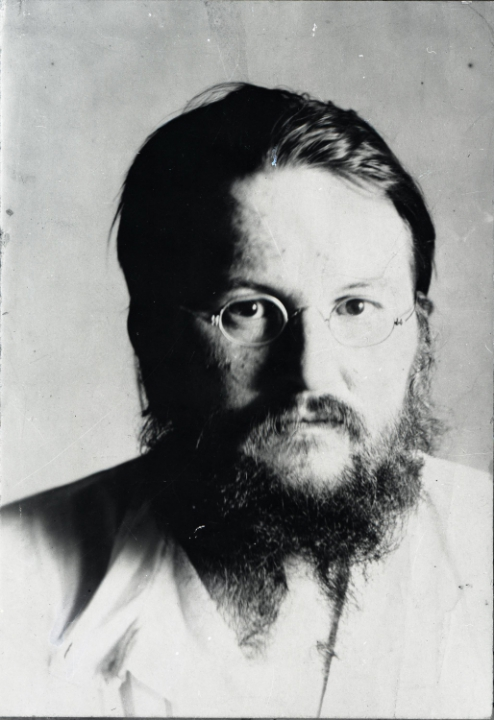
Alexei Alexejewitsch Uchtomski

Alexei Alexejewitsch Uchtomski (russisch Алексей Алексеевич Ухтомский; * 13. Junijul. / 25. Juni 1875greg. auf dem Familiengut im Dorf Wosloma, Ujesd Rybinsk; † 31. August 1942 in Leningrad) war ein russisch-sowjetischer Physiologe, Hochschullehrer und Bischof.

## Leben
Die fürstliche Familie Uchtomski führte sich auf die Rurikiden zurück. Uchtomskis Eltern waren der Offizier im Ruhestand Alexei Nikolajewitsch Uchtomski (1842–1902) und seine Frau Antonina Fjodorowna geborene Anfimowa (1847–1913). Uchtomski hatte einen älteren Bruder Alexander (zwei weitere Brüder waren im Kindesalter gestorben) und zwei Schwestern. Die Mutter Antonina Fjodorowna war Geschäftsfrau und übergab ihre Kinder 1876 der Tante Anna Uchtomskaja, als die von der Tante versorgte Großmutter gestorben war.
1888 brach Uchtomski auf Drängen der Eltern den Gymnasiumsbesuch ab und trat in das Nischni Nowgoroder Kadettenkorps ein, wo er unter dem Einfluss des Mathematik-Lehrers Iwan Petrowitsch Dolbnja begann, sich für Naturwissenschaften zu interessieren. Auch interessierte er sich für Philosophie, Psychologie, Ethik und Literatur, so dass er sich mit den Werken von Aristoteles, Descartes, Spinoza, Feuerbach, James, Hegel, Nietzsche, Kant und anderen vertraut machte.
1894 trat Uchtomski auf den Rat seines Bruders Alexander, der die kirchliche Laufbahn einschlug und 1907 Bischof wurde, und Iwan Dolbnjas in die Sprachabteilung der Moskauer Geistlichen Akademie ein. Statt in einem Wohnheim lebte er in einer Wohnung, in der ihn seine Assistentin und Haushälterin Nadeschda Iwanowna Bobrowskaja versorgte (bis 1941). Als Student verbrachte er eineinhalb Monate im Jaroslawler Irrenhaus in der Abteilung für chronisch Kranke. Nach dem Studium verteidigte er 1898 mit Erfolg seine Dissertation über den kosmologischen Beweis des Wesens Gottes für die Promotion zum Kandidaten der theologischen Wissenschaften. Sein Ziel war, die physiologischen Mechanismen zu identifizieren, die zur Vielfalt der menschlichen Persönlichkeit führen, um die Grundlagen des moralischen Verhaltens der Menschen aufzudecken.
Uchtomski verzichtete nun auf eine kirchliche Karriere und wandte sich den altgläubigen Jedinowerzy zu, zumal in seinem Geburtsort Wosloma immer Philipponen lebten. Während einer Pilgerreise zu Klöstern traf er in Tjumen Grigori Jefimowitsch Rasputin, den er später nach St. Petersburg einlud und in die russische Aristokratie einführte.
Uchtomski wollte nun Physiologe werden, aber da Absolventen geistlicher Akademien und Seminare zum Studium an Universitäten nicht in naturwissenschaftliche Abteilungen eintreten durften, wurde er 1899 Gasthörer in der Fakultät für Orientalistik der Universität St. Petersburg, wo er Bibelhebräisch zu studieren begann. Nach dem ersten Studienjahr durfte er in die Physikalisch-Mathematische Fakultät wechseln. Ab 1902 studierte er Physiologie bei Nikolai jewgenjewitsch Wwedenski. 1906 schloss er das Studium mit einem Diplom I. Klasse ab. Er blieb bei Wwedenski und führte mit ihm ab 1909 als Laborant des Physiologischen Kabinetts eine Studie über Reflexe von Antagonisten durch.
1911 wurde Uchtomski Ältester der Nikolai-Kirche der Jedinowerzy in St. Petersburg. Im selben Jahr verteidigte er mit Erfolg seine Magister-Arbeit über die Abhängigkeit der kortikalen Bewegungseffekte von zufälligen zentralen Einflüssen, in der er erstmals das Prinzip der Dominante formulierte. In den nächsten fünf Jahren hielt er Vorlesungen am Institut für Psychoneurologie (seit 2011 Staatliche Metschnikow-Nordwest-Universität für Medizin) in St. Petersburg. 1912 wurde er Privatdozent an der Universität St. Petersburg. Er war Berichterstatter auf dem I. Allrussischen Jedinowerzy-Kongress, Ikonenmaler, beherrschte sieben Sprachen und blieb ledig. Er wurde zum Kollegienassessor ernannt (8. Rangklasse).
Nach der Februarrevolution 1917 war Uchtomski von den Jedinowerzy gewähltes Mitglied des Landeskonzils der Russisch-Orthodoxen Kirche im August 1917 in der Mariä-Entschlafens-Kathedrale im Moskauer Kreml. Er setzte sich für die Wiedervereinigung der Jedinowerzy mit der Russisch-Orthodoxen Kirche ein. Nach der Oktoberrevolution lebte er in seinem Haus in Rybinsk, las religiöse Literatur und arbeitete auf dem Acker vor dem Haus, das Ende 1918 verstaatlicht wurde.
1918 wurde Uchtomski Dozent und Professor am Lehrstuhl für Zoologie, Vergleichende Anatomie und Physiologie der Universität Petrograd. 1919 organisierte er dort eine RabFak, und er war Abgeordneter im Petrograder Sowjet in der VI. Sitzungsperiode. Ab 1920 leitete er das Laboratorium des Naturwissenschaftlichen Instituts.
Im Herbst 1920 wurde Uchtomskis verstaatlichtes Haus in Rybinsk durchsucht, und einige Dinge wurden beschlagnahmt. Am 25. November 1920 kam Uchtomski nach Rybinsk mit Schutzbriefen der Universität Petrograd und des Petrograder Sowjets, in denen für ihn auch um zwei kleine unbürgerliche Zimmer gebeten wurde. Am 30. November 1920 wurde er von Agenten des Rybinsker Politbüros wegen unbedachter Äußerungen in einer wissenschaftlichen Gesellschaft festgenommen, und nur die Petrograder Schutzbriefe bewahrten ihn vor der sofortigen Erschießung. Er wurde in das Jaroslawler Politische Isolationsgefängnis (Isolator) gebracht und dann nach Moskau in die Sonderabteilung der Tscheka in der Lubjanka. In der Haft hielt er vor den Mitgefangenen Vorträge über Physiologie. Ende Januar kam er dank der Bemühungen seiner wissenschaftlichen Freunde frei. Sein Haus in Rybinsk blieb im Staatsbesitz, aber seine Sachen wurden ihm zurückgegeben. Nach Rybinsk kehrte er nicht mehr zurück. 1921 wurde er heimlich Mönch mit dem Namen Alipi.
Nach dem Tod Wwedenskis 1922 übernahm Uchtomski dessen Lehrstuhl für Human- und Tierphysiologie der Universität Petrograd. Er verbreitete seine Vorstellung von der Funktionsweise des Gehirns entsprechend seinem Prinzip der Dominante, das er ausführlich begründete. Auf dem II. Allunionskongress der Psychoneurologen und Physiologen Ende 1923/Anfang 1924 stellte er das Prinzip der Dominante als einen der Hauptfaktoren der zentralen Innervation dar.
1923 war Uchtomski zweimal kurzzeitig verhaftet wegen Widerstands bzw. Protests gegen Beschlagnahme von Kircheneigentum.
1931 wurde Uchtomski von der von dem Erzbischof Dmitri von Gdow geführten konservativ-orthodoxen Iossifljan-Bewegung heimlich zum Bischof von Ochta (historischer Rajon St.Petersburgs) geweiht.
1932 wurde Uchtomski zum Korrespondierenden Mitglied und 1935 zum Vollmitglied der Akademie der Wissenschaften der UdSSR (AN-SSSR, seit 1991 Russische Akademie der Wissenschaften (RAN)) gewählt.

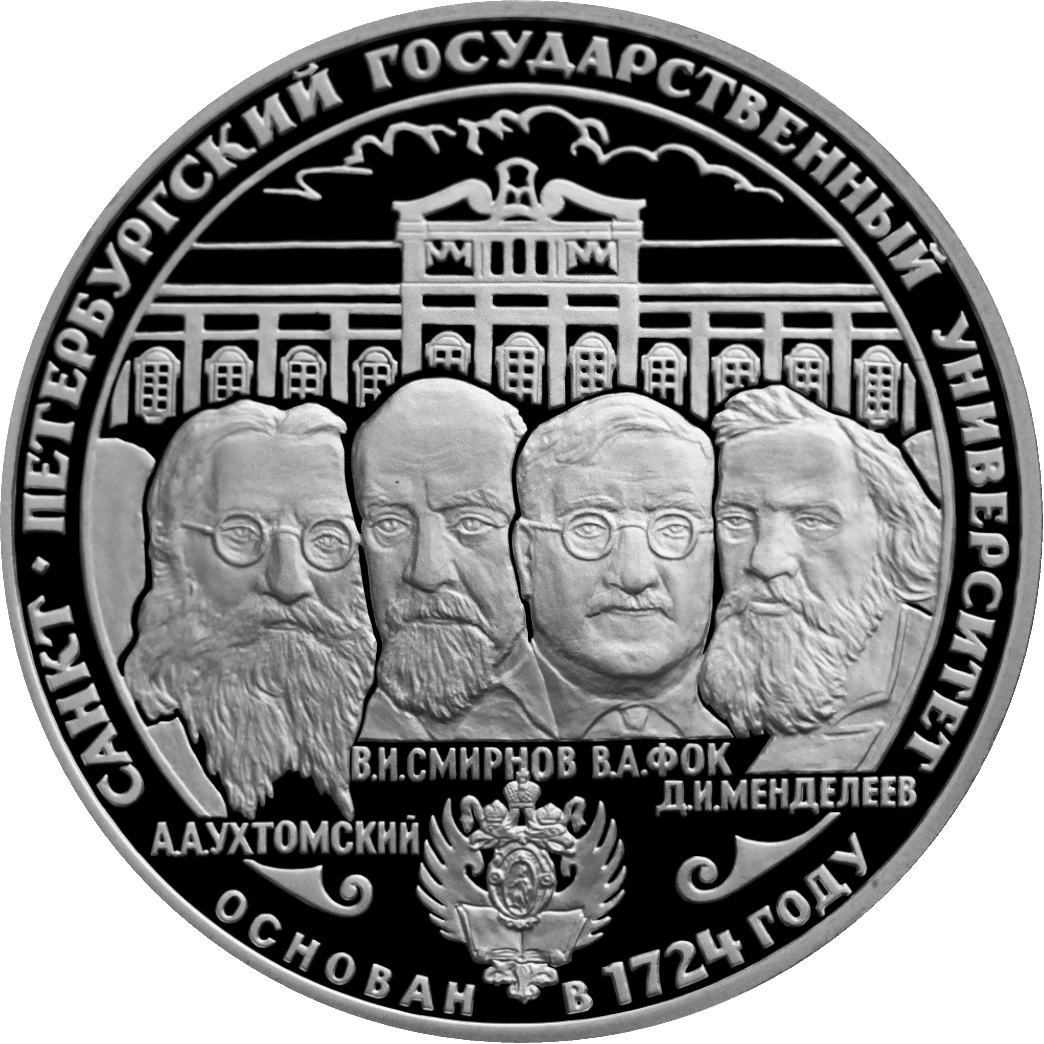
Gedenkmünze der Bank Rossii zum 275. Jahrestag der Gründung der Universität St. Petersburg 1999 mit A. A. Uchtomski, W. I. Smirnow, W. A. Fock und D. I. Mendelejew

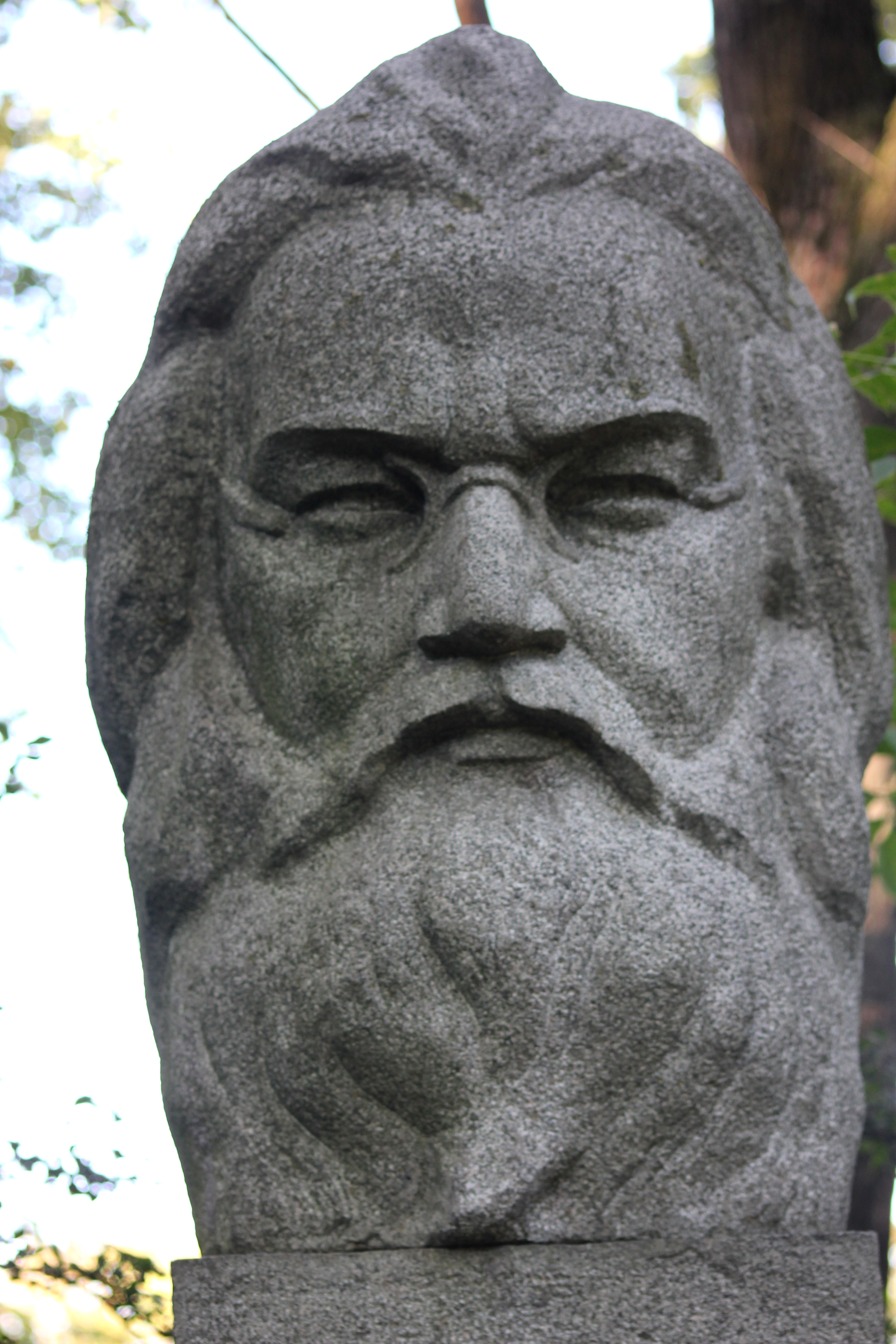
Uchtomskis Grab auf den Literatenbrücken, Detail

1935 gründete Uchtomski und leitete dann das Institut für Physiologie der Universität Leningrad (LGU). Ab 1937 leitete er auch das Laboratorium für Elektrophysiologie der AN-SSSR. Auch war er Leiter der Abteilung für Biologie der LGU und 1931–1938 Präsident der Leningrader Gesellschaft der Naturwissenschaftler. Auch lehrte Uchtomski Physiologie am Lesgaft-Institut, am Psychoneurologischen Institut und an der RabFak der LGU.
Nach Beginn des Deutsch-Sowjetischen Kriegs blieb Uchtomski im belagerten Leningrad, beteiligte sich an der Organisation der wissenschaftlichen Arbeit für die Bedürfnisse der Verteidigung und leitete Untersuchungen zum traumatischen Schock. Er starb an Speiseröhrenkrebs und wurde auf dem Wolkowo-Friedhof in dem Ehrenabschnitt an den Literatenbrücken begraben.
Am 20. September 1990 wurde in Uchtomskis damaligem Haus das Uchtomski-Gedenkmuseum eröffnet. Die Straße dort trägt seinen Namen. An dem Haus in St. Petersburg auf der Wassiljewski-Insel, in dem Uchtomski seit 1906 wohnte, hängt eine Gedenktafel. Das Forschungsinstitut für Physiologie der Universität St. Petersburg trägt Uchtomskis Namen.
1994 richtete die RAN den Uchtomski-Preis ein.

## Ehrungen, Preise
- Leninpreis (1931)